# Batalla de la Carbonera
La batalla de la Carbonera fue librada el 18 de octubre de 1866, durante la Segunda Intervención Francesa en México.

## Inicios
Después de haber triunfado sobre las fuerzas francesas en la batalla de Miahuatlán, el general republicano Porfirio Díaz asedió la ciudad de Oaxaca, defendida por el general conservador Carlos Oronoz. 

## Batalla
El sitio duró unos once días, hasta que el general Porfirio Díaz se enteró de que una columna de 1500 hombres como refuerzo, compuesta de soldados mexicanos, franceses y austríacos, se acercaba en auxilio de los sitiados. Díaz, quien temía ser abatido por la superioridad numérica de los soldados franceses, decidió adelantárseles y enfrentarlos antes de que lograran su objetivo; formó su ejército en dos columnas, una de ataque y otra interceptora. La batalla se efectuó el 18 de octubre a las 11:00 a. m. y fue muy breve: la columna imperial de refuerzos, fue sorprendida por el embate de los soldados republicanos que los atacaban desde distintos frentes y finalmente destruida; la victoria liberal se consolidó en tan solo una hora. Al caer la tarde, el enemigo había sido derrotado. Víctimas republicanas fueron de 78 muertos y 153 heridos. Díaz tomó 500 prisioneros austriacos en esta batalla.

## Conclusiones
Además de la victoria total, las tropas del general Porfirio Díaz obtuvieron un botín de guerra importante, pues fueron tomados al enemigo 1000 fusiles, 8 obuses de montaña y más de 40 mulas cargadas de municiones, lo cual alivió en gran medida la falta de parque que sufrían las tropas de Díaz.
La batalla se dio en el municipio de San Francisco Telixtlahuaca, distrito de Etla, Oaxaca, en el lugar ahora llamado La Carbonera, donde cada año el 18 de octubre se conmemora esta batalla.
- Datos: Q2890514